# كيفين ديوغو
كيفين ديوغو (بالفرنسية: Kévin Diogo)‏ هو لاعب كرة قدم فرنسي في مركز الوسط، ولد في 8 يوليو 1991 في سينس في فرنسا. لعب مع نادي شاتورو ونادي كليرمونت 63.

## وصلات خارجية
- كيفين ديوغو على موقع رابطة كرة القدم الفرنسية للمحترفين (الإنجليزية)
- كيفين ديوغو على موقع قاعدة بيانات كرة القدم.إي يو (الإنجليزية)
- كيفين ديوغو على موقع Soccerway.com (الإنجليزية)